# Małe Wierzno
Małe Wierzno (deutsch Klein Rautenberg) war ein Ort in der polnischen Woiwodschaft Ermland-Masuren. Seine Ortsstelle gehört heute zur Stadt-und-Land-Gemeinde Frombork (Frauenburg) im Powiat Braniewski (Kreis Braunsberg).

## Geographische Lage
Die Ortsstelle von Małe Wierzno liegt im Nordwesten der Woiwodschaft Ermland-Masuren, elf Kilometer südöstlich der Kreisstadt Braniewo (Braunsberg).

## Geschichte
Rautenberg wurde am 14. März 1297 erstmals urkundlich erwähnt. Bereits 1340 teilte man den Ort in Klein Rautenberg und Groß Rautenberg (polnisch Wielkie Wierzno).
Das kleine Dorf wurde 1874 in den neu gebildeten Amtsbezirk Rautenberg im ostpreußischen Kreis Braunsberg, Regierungsbezirk Königsberg, eingegliedert.
Im Jahre 1910 waren 146 Einwohner in Klein Rautenberg registriert. Ihre Zahl belief sich 1933 auf 111 und 1939 auf 117.
Im Zusammenhang der Abtretung des gesamten südlichen Ostpreußen an Polen 1945 in Kriegsfolge, erhielt Klein Rautenberg die polnische Namensform „Małe Wierzno“. Der Ort verlor jedoch an Bedeutung. Er gilt heute als untergegangen, vielleicht ist er im Nachbarort aufgegangen. Seine durchaus noch erkennbare Ortsstelle liegt im Gebiet der Gmina Frombork (Stadt-und-Land-Gemeinde Frauenburg) im Powiat Braniewski, von 1975 bis 1998 der Woiwodschaft Elbląg, seither der Woiwodschaft Ermland-Masuren zugehörig.

## Religion
Klein Rautenberg war bis 1945 dem Kirchspiel der römisch-katholischen Pfarrei Groß Rautenberg im damaligen Bistum Ermland zugeordnet. Außerdem war es in die evangelische Kirche Frauenburg in der Kirchenprovinz Ostpreußen der Kirche der Altpreußischen Union eingegliedert.

## Verkehr
Die Ortsstelle von Klein Rautenberg resp. Małe Wierzno liegt an einer Nebenstraße, die Baranówka (Schafsberg) an der Woiwodschaftsstraße 505 mit Chruściel (Tiedmannsdorf) an der Woiwodschaftsstraße 506 verbindet.